# Parinari elmeri
Parinari elmeri là một loài thực vật có hoa trong họ Cám. Loài này được Merr. mô tả khoa học đầu tiên năm 1929.